# Kazehakase
Kazehakase est un navigateur web japonais multilingue pour Linux avec une interface en GTK+2. Il utilise Gecko comme moteur de rendu HTML. 
Cependant, les auteurs envisagent la possibilité d'utiliser d'autres moteurs de rendu comme GtkHTML, Dillo ou w3m.
Depuis la version 0.4.5 sortie début avril 2007, Kazehakase peut, à titre expérimental, s'appuyer sur GTK+ WebCore.
Kazehakase est un logiciel libre distribué selon les termes de la licence GNU GPL.
De plus, ce navigateur est utilisé par la distribution GNU/Linux Fluxbuntu